# مسیر عبور
مسیر عبور (انگلیسی: Linha de Passe) فیلمی به کارگردانی والتر سالس و دانیه‌لا توماش است که در سال ۲۰۰۸ منتشر شد. از بازیگران آن می‌توان به وینیسیوس دی اولیویرا اشاره کرد. ساندرا کورولونی هنرپیشه این فیلم توانست جایزه بهترین بازیگر زن جشنواره فیلم کن ۲۰۰۸ را به خود اختصاص دهد.